# 羅塔韋爾 (加利福尼亞州)
羅塔韋爾（英語：Rotavele）是位於美國加利福尼亞州格伦縣的一個非建制地區。該地的面積和人口皆未知。

## 地理
羅塔韋爾的座標為39°41′04″N 122°00′01″W / 39.68444°N 122.00028°W，而該地的平均海拔高度為40米（即131英尺）。